# Néchin

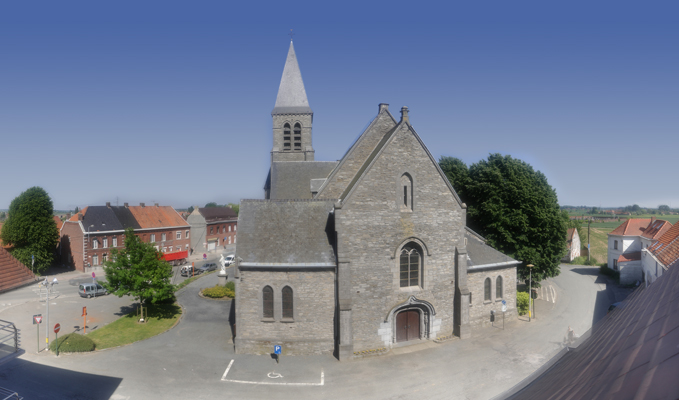
St. Amand in Néchin

Néchin ist ein Dorf und seit einiger Zeit Teil der belgischen Gemeinde Estaimpuis in der Region Wallonien in der Provinz Hennegau, in der Nähe der Grenze zu Frankreich.
In der Gemeinde befindet sich die Kirche von Saint-Amand.
Im Jahr 2012 ist Néchin als zeitweiliger Wohnsitz französischer Steuerflüchtlinge bekannt geworden, so des Schauspielers Gérard Depardieu und der Association Familiale Mulliez, den Besitzern der Firma Auchan. Sie alle trachten danach, die neuen Steuergesetze des französischen Präsidenten François Hollande zu umgehen.